# Omloop Het Nieuwsblad 2024
L'Omloop Het Nieuwsblad 2024 fou la 79a edició de l'Omloop Het Nieuwsblad. Es disputà el 24 de febrer de 2024 sobre un recorregut de 202,2 km amb sortida a Gant i arribada a Ninove. La cursa formà part per de l'UCI World Tour 2024, amb una categoria 1.UWT i servia per inaugurar el calendari de clàssiques belgues.
El vencedor fou Jan Tratnik (Team Visma-Lease a Bike), que s'imposà en solitari amb tres segons sobre Nils Politt (UAE Team Emirates) i vuit segons sobre Wout van Aert (Team Visma-Lease a Bike).

## Recorregut
El recorregut incorpora dotze cotes, algunes d'elles cobertes amb llambordes, així com nou trams de llambordes:
| Núm. | Nom                     | Km d'etapa (km) | Ferm              | Llargada(m) | Mitjana de desnivell (%) | Màxim desnivell (%) | Km a meta |
| ---- | ----------------------- | --------------- | ----------------- | ----------- | ------------------------ | ------------------- | --------- |
| 1    | Leberg                  | 39,4            | asfalt            | 950         | 4,2 %                    | 13,8 %              | 162,8     |
| 2    | Katteberg               | 103,6           | llambordes        | 900         | 5,6 %                    | 10,3 %              | 98,6      |
| 3    | Leberg                  | 113,2           | asfalt            | 950         | 4,2 %                    | 13,8 %              | 89,0      |
| 4    | Hostellerie             | 130,2           | asfalt            | 1 300       | 5,1 %                    | 9 %                 | 72        |
| 5    | Valkenberg              | 138,1           | asfalt            | 540         | 8,1 %                    | 12,8 %              | 64,1      |
| 6    | Wolvenberg              | 148,6           | asfalt/llambordes | 645         | 7,9 %                    | 17,3 %              | 53,6      |
| 7    | Molenberg               | 161,0           | llambordes        | 463         | 7 %                      | 14,2 %              | 41,2      |
| 8    | Leberg                  | 168,5           | asfalt            | 950         | 4,2 %                    | 13,8 %              | 33,7      |
| 9    | Berendries              | 172,6           | asfalt            | 940         | 7 %                      | 12,3 %              | 29,6      |
| 10   | Elverenberg - Vossenhol | 175,0           | asfalt            | 1 268       | 3,6 %                    | 9 %                 | 27,2      |
| 11   | Muur van Geraardsbergen | 186,5           | pavés             | 1 139       | 9,2 %                    | 19,8 %              | 15,7      |
| 12   | Bosberg                 | 190,4           | asfalt/llambordes | 980         | 5,8 %                    | 11 %                | 11,8      |

A més d'aquestes 12 ascensions hi havia 9 sectors de llambordes:
| Trams de llambordes |             |       |             |           |
| Número              | Nom         | Km    | Llargada(m) | Km a meta |
| ------------------- | ----------- | ----- | ----------- | --------- |
| 1                   | Haaghoek    | 36,4  | 2.000       | 165,8     |
| 2                   | Lange Munte | 88,1  | 2.500       | 114,1     |
| 3                   | Holleweg    | 104,4 | 1.500       | 97,8      |
| 4                   | Haaghoek    | 110,1 | 2.000       | 92,1      |
| 5                   | Paddestraat | 119,3 | 2.030       | 82,9      |
| 6                   | Holleweg    | 146,0 | 650         | 56,2      |
| 7                   | Kergate     | 152,2 | 1.400       | 50        |
| 8                   | Jagerij     | 154,8 | 800         | 47,4      |
| 9                   | Haaghoek    | 165,5 | 2.000       | 36,7      |

## Equips
En aquesta edició van prendre part 25 equips: 18 de categoria UCI WorldTeam i 7 de categoria ProTeams.
| WorldTeams (18)- Alpecin-Deceuninck - Arkéa-B&B Hotels - Astana Qazaqstan Team - Bahrain Victorious - Bora-Hansgrohe - Cofidis - Decathlon-AG2R La Mondiale - EF Education-EasyPost - Groupama-FDJ - Ineos Grenadiers - Intermarché-Wanty - Lidl-Trek - Movistar Team - Soudal Quick-Step - Team dsm-firmenich PostNL - Team Jayco AlUla - Team Visma \| Lease a Bike - UAE Team Emirates ProTeams (7)- Bingoal WB - Israel-Premier Tech - Lotto Dstny - Q36.5 Pro Cycling Team - Team Flanders-Baloise - Uno-X Mobility - Tudor Pro Cycling Team |
| |

## Classificació final
| \| Classificació general \| Classificació general \| Classificació general \| Classificació general \| Classificació general \| \| Corredor \| Corredor \| Equip \| Temps \| \| \| --------------------- \| --------------------- \| -------------------------- \| --------------------- \| --------------------- \| \| 1r \| Jan Tratnik \| Team Visma \\| Lease a Bike \| 4h 31' 28" \| \| \| 2n \| Nils Politt \| UAE Team Emirates \| + 3" \| \| \| 3r \| Wout van Aert \| Team Visma \\| Lease a Bike \| + 8" \| \| \| 4t \| Oliver Naesen \| Decathlon-AG2R La Mondiale \| + 8" \| \| \| 5è \| Christophe Laporte \| Team Visma \\| Lease a Bike \| + 8" \| \| \| 6è \| Laurenz Rex \| Intermarché-Wanty \| + 8" \| \| \| 7è \| Jasper Stuyven \| Lidl-Trek \| + 8" \| \| \| 8è \| Thomas Pidcock \| Ineos Grenadiers \| + 8" \| \| \| 9è \| Matteo Trentin \| Tudor Pro Cycling Team \| + 8" \| \| \| 10è \| Arnaud De Lie \| Lotto Dstny \| + 8" \| \| |                    |                            |            |
| |                    |                            |            |
| Font: ProCyclingStats |                    |                            |            |
| Classificació general |                    |                            |            |
| Corredor | Corredor           | Equip                      | Temps      |
| 1r | Jan Tratnik        | Team Visma \| Lease a Bike | 4h 31' 28" |
| 2n | Nils Politt        | UAE Team Emirates          | + 3"       |
| 3r | Wout van Aert      | Team Visma \| Lease a Bike | + 8"       |
| 4t | Oliver Naesen      | Decathlon-AG2R La Mondiale | + 8"       |
| 5è | Christophe Laporte | Team Visma \| Lease a Bike | + 8"       |
| 6è | Laurenz Rex        | Intermarché-Wanty          | + 8"       |
| 7è | Jasper Stuyven     | Lidl-Trek                  | + 8"       |
| 8è | Thomas Pidcock     | Ineos Grenadiers           | + 8"       |
| 9è | Matteo Trentin     | Tudor Pro Cycling Team     | + 8"       |
| 10è | Arnaud De Lie      | Lotto Dstny                | + 8"       |

## Llista de participants
| Team Visma \| Lease a Bike TVL | Team Visma \| Lease a Bike TVL  | Team Visma \| Lease a Bike TVL |
| ------------------------------ | ------------------------------- | ------------------------------ |
| Núm                            | Ciclista                        | Pos                            |
| 1                              | Dylan van Baarle (NED) (ruta)   | 34è                            |
| 2                              | Wout van Aert (BEL)             | 3r                             |
| 3                              | Christophe Laporte (FRA) (ruta) | 5è                             |
| 4                              | Tiesj Benoot (BEL)              | 35è                            |
| 5                              | Jan Tratnik (SLO)               | 1r                             |
| 6                              | Matteo Jorgenson (USA)          | 29è                            |
| 7                              | Edoardo Affini (ITA)            | 95è                            |

| Alpecin-Deceuninck ADC | Alpecin-Deceuninck ADC  | Alpecin-Deceuninck ADC |
| ---------------------- | ----------------------- | ---------------------- |
| Núm                    | Ciclista                | Pos                    |
| 11                     | Jasper Philipsen (BEL)  | 66è                    |
| 12                     | Michael Gogl (AUT)      | 73è                    |
| 13                     | Quinten Hermans (BEL)   | 132è                   |
| 14                     | Lars Boven (NED)        | DNF                    |
| 15                     | Oscar Riesebeek (NED)   | 131è                   |
| 16                     | Stan Van Tricht (BEL)   | 118è                   |
| 17                     | Gianni Vermeersch (BEL) | 18è                    |

| Soudal Quick-Step SOQ | Soudal Quick-Step SOQ    | Soudal Quick-Step SOQ |
| --------------------- | ------------------------ | --------------------- |
| Núm                   | Ciclista                 | Pos                   |
| 21                    | Julian Alaphilippe (FRA) | DNF                   |
| 22                    | Kasper Asgreen (DEN)     | DNF                   |
| 23                    | Josef Černý (CZE)        | 124è                  |
| 24                    | Yves Lampaert (BEL)      | 21è                   |
| 25                    | Gianni Moscon (ITA)      | 80è                   |
| 26                    | Casper Pedersen (DEN)    | 40è                   |
| 27                    | Warre Vangheluwe (BEL)   | DNF                   |

| Intermarché-Wanty IWA | Intermarché-Wanty IWA                | Intermarché-Wanty IWA |
| --------------------- | ------------------------------------ | --------------------- |
| Núm                   | Ciclista                             | Pos                   |
| 31                    | Biniam Girmay (ERI)                  | 55è                   |
| 32                    | Dries De Pooter (BEL)                | 87è                   |
| 33                    | Hugo Page (FRA)                      | 44è                   |
| 34                    | Adrien Petit (FRA)                   | 117è                  |
| 35                    | Laurenz Rex (BEL)                    | 6è                    |
| 36                    | Mike Teunissen (NED)                 | 13è                   |
| 37                    | Roel Daan van Sintmaartensdijk (NED) | 116è                  |

| Arkéa-B&B Hotels ARK | Arkéa-B&B Hotels ARK   | Arkéa-B&B Hotels ARK |
| -------------------- | ---------------------- | -------------------- |
| Núm                  | Ciclista               | Pos                  |
| 41                   | Florian Sénéchal (FRA) | DNF                  |
| 42                   | Amaury Capiot (BEL)    | 45è                  |
| 43                   | Mathis Le Berre (FRA)  | 85è                  |
| 44                   | Alan Riou (FRA)        | 123è                 |
| 45                   | Luca Mozzato (ITA)     | 128è                 |
| 46                   | Łukasz Owsian (POL)    | 93è                  |
| 47                   | Jenthe Biermans (BEL)  | 17è                  |

| Astana Qazaqstan Team AST | Astana Qazaqstan Team AST     | Astana Qazaqstan Team AST |
| ------------------------- | ----------------------------- | ------------------------- |
| Núm                       | Ciclista                      | Pos                       |
| 51                        | Cees Bol (NED)                | 84è                       |
| 52                        | Yevgeniy Fedorov (KAZ)        | 83è                       |
| 53                        | Samuele Battistella (ITA)     | 129è                      |
| 54                        | Max Kanter (GER)              | DNF                       |
| 55                        | Aleksei Lutsenko (KAZ) (ruta) | 31è                       |
| 56                        | Ide Schelling (NED)           | 43è                       |
| 57                        | Rüdiger Selig (GER)           | DNF                       |

| Bahrain Victorious TBV | Bahrain Victorious TBV   | Bahrain Victorious TBV |
| ---------------------- | ------------------------ | ---------------------- |
| Núm                    | Ciclista                 | Pos                    |
| 61                     | Matevž Govekar (SLO)     | DNF                    |
| 62                     | Kamil Gradek (POL)       | DNF                    |
| 63                     | Fran Miholjević (CRO)    | 102è                   |
| 64                     | Matej Mohorič (SLO)      | 24è                    |
| 65                     | Andrea Pasqualon (ITA)   | 62è                    |
| 66                     | Fred Wright (GBR) (ruta) | DNF                    |
| 67                     | Dušan Rajović (SRB)      | DNF                    |

| Bora-Hansgrohe BOH | Bora-Hansgrohe BOH     | Bora-Hansgrohe BOH |
| ------------------ | ---------------------- | ------------------ |
| Núm                | Ciclista               | Pos                |
| 71                 | Jordi Meeus (BEL)      | DNF                |
| 72                 | Marco Haller (AUT)     | 33è                |
| 73                 | Emil Herzog (GER)      | 63è                |
| 74                 | Bob Jungels (LUX)      | 126è               |
| 75                 | Jonas Koch (GER)       | 72è                |
| 76                 | Luis-Joe Lührs (GER)   | DNF                |
| 77                 | Cesare Benedetti (POL) | DNF                |

| Cofidis COF | Cofidis COF                | Cofidis COF |
| ----------- | -------------------------- | ----------- |
| Núm         | Ciclista                   | Pos         |
| 81          | Axel Zingle (FRA)          | DNF         |
| 82          | Aimé De Gendt (BEL)        | 23è         |
| 83          | Alexis Gougeard (FRA)      | 75è         |
| 84          | Nicolas Debeaumarché (FRA) | DNF         |
| 85          | Alexis Renard (FRA)        | DNF         |
| 86          | Nolann Mahoudo (FRA)       | DNF         |
| 87          | Piet Allegaert (BEL)       | NP          |

| Decathlon-AG2R La Mondiale DAT | Decathlon-AG2R La Mondiale DAT | Decathlon-AG2R La Mondiale DAT |
| ------------------------------ | ------------------------------ | ------------------------------ |
| Núm                            | Ciclista                       | Pos                            |
| 91                             | Oliver Naesen (BEL)            | 4t                             |
| 92                             | Dries De Bondt (BEL)           | 19è                            |
| 93                             | Sander De Pestel (BEL)         | 65è                            |
| 94                             | Pierre Gautherat (FRA)         | 11è                            |
| 95                             | Jordan Labrosse (FRA)          | DNF                            |
| 96                             | Damien Touzé (FRA)             | 30è                            |
| 97                             | Edvald Boasson Hagen (NOR)     | 113è                           |

| EF Education-EasyPost EFE | EF Education-EasyPost EFE      | EF Education-EasyPost EFE |
| ------------------------- | ------------------------------ | ------------------------- |
| Núm                       | Ciclista                       | Pos                       |
| 101                       | Alberto Bettiol (ITA)          | 112è                      |
| 102                       | Stefan Bissegger (SUI)         | 130è                      |
| 103                       | Owain Doull (GBR)              | 91è                       |
| 104                       | Mikkel Frølich Honoré (DEN)    | DNF                       |
| 105                       | Harry Sweeny (AUS)             | DNF                       |
| 106                       | Jonas Rutsch (GER)             | 54è                       |
| 107                       | Michael Valgren Andersen (DEN) | 67è                       |

| Groupama-FDJ GFC | Groupama-FDJ GFC        | Groupama-FDJ GFC |
| ---------------- | ----------------------- | ---------------- |
| Núm              | Ciclista                | Pos              |
| 111              | Stefan Küng (SUI)       | 16è              |
| 112              | Sven Erik Bystrøm (NOR) | DNF              |
| 113              | Lewis Askey (GBR)       | 71è              |
| 114              | Olivier Le Gac (FRA)    | 86è              |
| 115              | Fabian Lienhard (SUI)   | 82è              |
| 116              | Clément Russo (FRA)     | 96è              |
| 117              | Samuel Watson (GBR)     | 97è              |

| Ineos Grenadiers IGD | Ineos Grenadiers IGD   | Ineos Grenadiers IGD |
| -------------------- | ---------------------- | -------------------- |
| Núm                  | Ciclista               | Pos                  |
| 121                  | Thomas Pidcock (GBR)   | 8è                   |
| 122                  | Leo Hayter (GBR)       | 121è                 |
| 123                  | Salvatore Puccio (ITA) | 88è                  |
| 124                  | Luke Rowe (GBR)        | 77è                  |
| 125                  | Connor Swift (GBR)     | 50è                  |
| 126                  | Ben Turner (GBR)       | 58è                  |
| 127                  | Cameron Wurf (AUS)     | 81è                  |

| Lidl-Trek LTK | Lidl-Trek LTK            | Lidl-Trek LTK |
| ------------- | ------------------------ | ------------- |
| Núm           | Ciclista                 | Pos           |
| 131           | Jasper Stuyven (BEL)     | 7è            |
| 132           | Otto Vergaerde (BEL)     | DNF           |
| 133           | Alex Kirsch (LUX) (ruta) | 20è           |
| 134           | Jonathan Milan (ITA)     | 70è           |
| 135           | Toms Skujiņš (LAT)       | 27è           |
| 136           | Tim Declercq (BEL)       | 60è           |
| 137           | Edward Theuns (BEL)      | 41è           |

| Movistar Team MOV | Movistar Team MOV                 | Movistar Team MOV |
| ----------------- | --------------------------------- | ----------------- |
| Núm               | Ciclista                          | Pos               |
| 141               | Iván García Cortina (ESP)         | 15è               |
| 142               | Johan Jacobs (SUI)                | 26è               |
| 143               | Mathias Norsgaard Jørgensen (DEN) | 76è               |
| 144               | Oier Lazkano López (ESP) (ruta)   | 121è              |
| 145               | Manlio Moro (ITA)                 | 120è              |
| 146               | Gonzalo Serrano Rodríguez (ESP)   | 47è               |
| 147               | Albert Torres Barceló (ESP)       | 115è              |

| Team dsm-firmenich PostNL DFP | Team dsm-firmenich PostNL DFP | Team dsm-firmenich PostNL DFP |
| ----------------------------- | ----------------------------- | ----------------------------- |
| Núm                           | Ciclista                      | Pos                           |
| 151                           | Patrick Eddy (AUS)            | DNF                           |
| 152                           | Sean Flynn (GBR)              | 57è                           |
| 153                           | Bram Welten (NED)             | DNF                           |
| 154                           | Niklas Märkl (GER)            | 89è                           |
| 155                           | Tim Naberman (NED)            | DNF                           |
| 156                           | Frank van den Broek (NED)     | 48è                           |
| 157                           | Pavel Bittner (CZE)           | 52è                           |

| Team Jayco AlUla JAY | Team Jayco AlUla JAY          | Team Jayco AlUla JAY |
| -------------------- | ----------------------------- | -------------------- |
| Núm                  | Ciclista                      | Pos                  |
| 161                  | Luke Durbridge (AUS)          | 53è                  |
| 162                  | Lawson Craddock (USA)         | 94è                  |
| 163                  | Anders Foldager (DEN)         | DNF                  |
| 164                  | Amund Grøndahl Jansen (NOR)   | 74è                  |
| 165                  | Christopher Juul-Jensen (DEN) | 119è                 |
| 166                  | Blake Quick (AUS)             | 125è                 |
| 167                  | Campbell Stewart (NZL)        | 127è                 |

| UAE Team Emirates UAD | UAE Team Emirates UAD     | UAE Team Emirates UAD |
| --------------------- | ------------------------- | --------------------- |
| Núm                   | Ciclista                  | Pos                   |
| 171                   | Tim Wellens (BEL)         | 12è                   |
| 172                   | Filippo Baroncini (ITA)   | DNF                   |
| 173                   | Álvaro Hodeg Chagui (COL) | DNF                   |
| 174                   | António Morgado (POR)     | 25è                   |
| 175                   | Nils Politt (GER)         | 2n                    |
| 176                   | Michael Vink (NZL)        | 109è                  |
| 177                   | Rui Oliveira (POR) (ruta) | DNF                   |

| Lotto Dstny LTD | Lotto Dstny LTD          | Lotto Dstny LTD |
| --------------- | ------------------------ | --------------- |
| Núm             | Ciclista                 | Pos             |
| 181             | Arnaud De Lie (BEL)      | 10è             |
| 182             | Victor Campenaerts (BEL) | 37è             |
| 183             | Jasper De Buyst (BEL)    | 39è             |
| 184             | Cedric Beullens (BEL)    | 28è             |
| 185             | Sébastien Grignard (BEL) | DNF             |
| 186             | Brent Van Moer (BEL)     | 38è             |
| 187             | Pascal Eenkhoorn (NED)   | 46è             |

| Team Flanders-Baloise TFB | Team Flanders-Baloise TFB | Team Flanders-Baloise TFB |
| ------------------------- | ------------------------- | ------------------------- |
| Núm                       | Ciclista                  | Pos                       |
| 191                       | Alex Colman (BEL)         | DNF                       |
| 192                       | Kamiel Bonneu (BEL)       | DNF                       |
| 193                       | Lars Craps (BEL)          | 104è                      |
| 194                       | Jules Hesters (BEL)       | 100è                      |
| 195                       | Elias Maris (BEL)         | 114è                      |
| 196                       | Dylan Vandenstorme (BEL)  | 111è                      |
| 197                       | Ward Vanhoof (BEL)        | 108è                      |

| Bingoal WB BWB | Bingoal WB BWB          | Bingoal WB BWB |
| -------------- | ----------------------- | -------------- |
| Núm            | Ciclista                | Pos            |
| 201            | Nathan Vandepitte (FRA) | 79è            |
| 202            | Ceriel Desal (BEL)      | 110è           |
| 203            | Luca De Meester (BEL)   | 101è           |
| 204            | Luca Van Boven (BEL)    | 51è            |
| 205            | Kenneth Van Rooy (BEL)  | 92è            |
| 206            | Jelle Vermoote (BEL)    | 98è            |
| 207            | Louis Blouwe (BEL)      | 105è           |

| Israel-Premier Tech IPT | Israel-Premier Tech IPT | Israel-Premier Tech IPT |
| ----------------------- | ----------------------- | ----------------------- |
| Núm                     | Ciclista                | Pos                     |
| 211                     | Dylan Teuns (BEL)       | 22è                     |
| 212                     | Derek Gee (CAN)         | DNF                     |
| 213                     | Krists Neilands (LAT)   | 64è                     |
| 214                     | Riley Sheehan (USA)     | DNF                     |
| 215                     | Riley Pickrell (CAN)    | 61è                     |
| 216                     | Tom Van Asbroeck (BEL)  | 42è                     |
| 217                     | Ethan Vernon (GBR)      | 103è                    |

| Q36.5 Pro Cycling Team Q36 | Q36.5 Pro Cycling Team Q36 | Q36.5 Pro Cycling Team Q36 |
| -------------------------- | -------------------------- | -------------------------- |
| Núm                        | Ciclista                   | Pos                        |
| 221                        | Fabio Christen (SUI)       | 49è                        |
| 222                        | Kamil Małecki (POL)        | 99è                        |
| 223                        | Rory Townsend (IRL)        | DNF                        |
| 224                        | Tobias Ludvigsson (SWE)    | 68è                        |
| 225                        | Nicolò Parisini (ITA)      | 56è                        |
| 226                        | Jannik Steimle (GER)       | 107è                       |
| 227                        | Cyrus Monk (AUS)           | 106è                       |

| Tudor Pro Cycling Team TUD | Tudor Pro Cycling Team TUD  | Tudor Pro Cycling Team TUD |
| -------------------------- | --------------------------- | -------------------------- |
| Núm                        | Ciclista                    | Pos                        |
| 231                        | Matteo Trentin (ITA)        | 9è                         |
| 232                        | Jacob Eriksson (SWE) (ruta) | DNF                        |
| 233                        | Alexander Krieger (GER)     | DNF                        |
| 234                        | Petr Kelemen (CZE)          | 90è                        |
| 235                        | Arthur Kluckers (LUX)       | 78è                        |
| 236                        | Marius Mayrhofer (GER)      | DNF                        |
| 237                        | Tom Bohli (SUI)             | DNF                        |

| Uno-X Mobility UXM | Uno-X Mobility UXM          | Uno-X Mobility UXM |
| ------------------ | --------------------------- | ------------------ |
| Núm                | Ciclista                    | Pos                |
| 241                | Alexander Kristoff (NOR)    | 14è                |
| 242                | Stian Fredheim (NOR)        | 69è                |
| 243                | Markus Hoelgaard (NOR)      | 36è                |
| 244                | Jonas Abrahamsen (NOR)      | 59è                |
| 245                | Erik Nordsæter Resell (NOR) | DNF                |
| 246                | Rasmus Tiller (NOR)         | 32è                |
| 247                | Søren Wærenskjold (NOR)     | DNF                |

| Team Visma \| Lease a Bike TVL | Team Visma \| Lease a Bike TVL  | Team Visma \| Lease a Bike TVL |
| ------------------------------ | ------------------------------- | ------------------------------ |
| Núm                            | Ciclista                        | Pos                            |
| 1                              | Dylan van Baarle (NED) (ruta)   | 34è                            |
| 2                              | Wout van Aert (BEL)             | 3r                             |
| 3                              | Christophe Laporte (FRA) (ruta) | 5è                             |
| 4                              | Tiesj Benoot (BEL)              | 35è                            |
| 5                              | Jan Tratnik (SLO)               | 1r                             |
| 6                              | Matteo Jorgenson (USA)          | 29è                            |
| 7                              | Edoardo Affini (ITA)            | 95è                            |

| Alpecin-Deceuninck ADC | Alpecin-Deceuninck ADC  | Alpecin-Deceuninck ADC |
| ---------------------- | ----------------------- | ---------------------- |
| Núm                    | Ciclista                | Pos                    |
| 11                     | Jasper Philipsen (BEL)  | 66è                    |
| 12                     | Michael Gogl (AUT)      | 73è                    |
| 13                     | Quinten Hermans (BEL)   | 132è                   |
| 14                     | Lars Boven (NED)        | DNF                    |
| 15                     | Oscar Riesebeek (NED)   | 131è                   |
| 16                     | Stan Van Tricht (BEL)   | 118è                   |
| 17                     | Gianni Vermeersch (BEL) | 18è                    |

| Soudal Quick-Step SOQ | Soudal Quick-Step SOQ    | Soudal Quick-Step SOQ |
| --------------------- | ------------------------ | --------------------- |
| Núm                   | Ciclista                 | Pos                   |
| 21                    | Julian Alaphilippe (FRA) | DNF                   |
| 22                    | Kasper Asgreen (DEN)     | DNF                   |
| 23                    | Josef Černý (CZE)        | 124è                  |
| 24                    | Yves Lampaert (BEL)      | 21è                   |
| 25                    | Gianni Moscon (ITA)      | 80è                   |
| 26                    | Casper Pedersen (DEN)    | 40è                   |
| 27                    | Warre Vangheluwe (BEL)   | DNF                   |

| Intermarché-Wanty IWA | Intermarché-Wanty IWA                | Intermarché-Wanty IWA |
| --------------------- | ------------------------------------ | --------------------- |
| Núm                   | Ciclista                             | Pos                   |
| 31                    | Biniam Girmay (ERI)                  | 55è                   |
| 32                    | Dries De Pooter (BEL)                | 87è                   |
| 33                    | Hugo Page (FRA)                      | 44è                   |
| 34                    | Adrien Petit (FRA)                   | 117è                  |
| 35                    | Laurenz Rex (BEL)                    | 6è                    |
| 36                    | Mike Teunissen (NED)                 | 13è                   |
| 37                    | Roel Daan van Sintmaartensdijk (NED) | 116è                  |

| Arkéa-B&B Hotels ARK | Arkéa-B&B Hotels ARK   | Arkéa-B&B Hotels ARK |
| -------------------- | ---------------------- | -------------------- |
| Núm                  | Ciclista               | Pos                  |
| 41                   | Florian Sénéchal (FRA) | DNF                  |
| 42                   | Amaury Capiot (BEL)    | 45è                  |
| 43                   | Mathis Le Berre (FRA)  | 85è                  |
| 44                   | Alan Riou (FRA)        | 123è                 |
| 45                   | Luca Mozzato (ITA)     | 128è                 |
| 46                   | Łukasz Owsian (POL)    | 93è                  |
| 47                   | Jenthe Biermans (BEL)  | 17è                  |

| Astana Qazaqstan Team AST | Astana Qazaqstan Team AST     | Astana Qazaqstan Team AST |
| ------------------------- | ----------------------------- | ------------------------- |
| Núm                       | Ciclista                      | Pos                       |
| 51                        | Cees Bol (NED)                | 84è                       |
| 52                        | Yevgeniy Fedorov (KAZ)        | 83è                       |
| 53                        | Samuele Battistella (ITA)     | 129è                      |
| 54                        | Max Kanter (GER)              | DNF                       |
| 55                        | Aleksei Lutsenko (KAZ) (ruta) | 31è                       |
| 56                        | Ide Schelling (NED)           | 43è                       |
| 57                        | Rüdiger Selig (GER)           | DNF                       |

| Bahrain Victorious TBV | Bahrain Victorious TBV   | Bahrain Victorious TBV |
| ---------------------- | ------------------------ | ---------------------- |
| Núm                    | Ciclista                 | Pos                    |
| 61                     | Matevž Govekar (SLO)     | DNF                    |
| 62                     | Kamil Gradek (POL)       | DNF                    |
| 63                     | Fran Miholjević (CRO)    | 102è                   |
| 64                     | Matej Mohorič (SLO)      | 24è                    |
| 65                     | Andrea Pasqualon (ITA)   | 62è                    |
| 66                     | Fred Wright (GBR) (ruta) | DNF                    |
| 67                     | Dušan Rajović (SRB)      | DNF                    |

| Bora-Hansgrohe BOH | Bora-Hansgrohe BOH     | Bora-Hansgrohe BOH |
| ------------------ | ---------------------- | ------------------ |
| Núm                | Ciclista               | Pos                |
| 71                 | Jordi Meeus (BEL)      | DNF                |
| 72                 | Marco Haller (AUT)     | 33è                |
| 73                 | Emil Herzog (GER)      | 63è                |
| 74                 | Bob Jungels (LUX)      | 126è               |
| 75                 | Jonas Koch (GER)       | 72è                |
| 76                 | Luis-Joe Lührs (GER)   | DNF                |
| 77                 | Cesare Benedetti (POL) | DNF                |

| Cofidis COF | Cofidis COF                | Cofidis COF |
| ----------- | -------------------------- | ----------- |
| Núm         | Ciclista                   | Pos         |
| 81          | Axel Zingle (FRA)          | DNF         |
| 82          | Aimé De Gendt (BEL)        | 23è         |
| 83          | Alexis Gougeard (FRA)      | 75è         |
| 84          | Nicolas Debeaumarché (FRA) | DNF         |
| 85          | Alexis Renard (FRA)        | DNF         |
| 86          | Nolann Mahoudo (FRA)       | DNF         |
| 87          | Piet Allegaert (BEL)       | NP          |

| Decathlon-AG2R La Mondiale DAT | Decathlon-AG2R La Mondiale DAT | Decathlon-AG2R La Mondiale DAT |
| ------------------------------ | ------------------------------ | ------------------------------ |
| Núm                            | Ciclista                       | Pos                            |
| 91                             | Oliver Naesen (BEL)            | 4t                             |
| 92                             | Dries De Bondt (BEL)           | 19è                            |
| 93                             | Sander De Pestel (BEL)         | 65è                            |
| 94                             | Pierre Gautherat (FRA)         | 11è                            |
| 95                             | Jordan Labrosse (FRA)          | DNF                            |
| 96                             | Damien Touzé (FRA)             | 30è                            |
| 97                             | Edvald Boasson Hagen (NOR)     | 113è                           |

| EF Education-EasyPost EFE | EF Education-EasyPost EFE      | EF Education-EasyPost EFE |
| ------------------------- | ------------------------------ | ------------------------- |
| Núm                       | Ciclista                       | Pos                       |
| 101                       | Alberto Bettiol (ITA)          | 112è                      |
| 102                       | Stefan Bissegger (SUI)         | 130è                      |
| 103                       | Owain Doull (GBR)              | 91è                       |
| 104                       | Mikkel Frølich Honoré (DEN)    | DNF                       |
| 105                       | Harry Sweeny (AUS)             | DNF                       |
| 106                       | Jonas Rutsch (GER)             | 54è                       |
| 107                       | Michael Valgren Andersen (DEN) | 67è                       |

| Groupama-FDJ GFC | Groupama-FDJ GFC        | Groupama-FDJ GFC |
| ---------------- | ----------------------- | ---------------- |
| Núm              | Ciclista                | Pos              |
| 111              | Stefan Küng (SUI)       | 16è              |
| 112              | Sven Erik Bystrøm (NOR) | DNF              |
| 113              | Lewis Askey (GBR)       | 71è              |
| 114              | Olivier Le Gac (FRA)    | 86è              |
| 115              | Fabian Lienhard (SUI)   | 82è              |
| 116              | Clément Russo (FRA)     | 96è              |
| 117              | Samuel Watson (GBR)     | 97è              |

| Ineos Grenadiers IGD | Ineos Grenadiers IGD   | Ineos Grenadiers IGD |
| -------------------- | ---------------------- | -------------------- |
| Núm                  | Ciclista               | Pos                  |
| 121                  | Thomas Pidcock (GBR)   | 8è                   |
| 122                  | Leo Hayter (GBR)       | 121è                 |
| 123                  | Salvatore Puccio (ITA) | 88è                  |
| 124                  | Luke Rowe (GBR)        | 77è                  |
| 125                  | Connor Swift (GBR)     | 50è                  |
| 126                  | Ben Turner (GBR)       | 58è                  |
| 127                  | Cameron Wurf (AUS)     | 81è                  |

| Lidl-Trek LTK | Lidl-Trek LTK            | Lidl-Trek LTK |
| ------------- | ------------------------ | ------------- |
| Núm           | Ciclista                 | Pos           |
| 131           | Jasper Stuyven (BEL)     | 7è            |
| 132           | Otto Vergaerde (BEL)     | DNF           |
| 133           | Alex Kirsch (LUX) (ruta) | 20è           |
| 134           | Jonathan Milan (ITA)     | 70è           |
| 135           | Toms Skujiņš (LAT)       | 27è           |
| 136           | Tim Declercq (BEL)       | 60è           |
| 137           | Edward Theuns (BEL)      | 41è           |

| Movistar Team MOV | Movistar Team MOV                 | Movistar Team MOV |
| ----------------- | --------------------------------- | ----------------- |
| Núm               | Ciclista                          | Pos               |
| 141               | Iván García Cortina (ESP)         | 15è               |
| 142               | Johan Jacobs (SUI)                | 26è               |
| 143               | Mathias Norsgaard Jørgensen (DEN) | 76è               |
| 144               | Oier Lazkano López (ESP) (ruta)   | 121è              |
| 145               | Manlio Moro (ITA)                 | 120è              |
| 146               | Gonzalo Serrano Rodríguez (ESP)   | 47è               |
| 147               | Albert Torres Barceló (ESP)       | 115è              |

| Team dsm-firmenich PostNL DFP | Team dsm-firmenich PostNL DFP | Team dsm-firmenich PostNL DFP |
| ----------------------------- | ----------------------------- | ----------------------------- |
| Núm                           | Ciclista                      | Pos                           |
| 151                           | Patrick Eddy (AUS)            | DNF                           |
| 152                           | Sean Flynn (GBR)              | 57è                           |
| 153                           | Bram Welten (NED)             | DNF                           |
| 154                           | Niklas Märkl (GER)            | 89è                           |
| 155                           | Tim Naberman (NED)            | DNF                           |
| 156                           | Frank van den Broek (NED)     | 48è                           |
| 157                           | Pavel Bittner (CZE)           | 52è                           |

| Team Jayco AlUla JAY | Team Jayco AlUla JAY          | Team Jayco AlUla JAY |
| -------------------- | ----------------------------- | -------------------- |
| Núm                  | Ciclista                      | Pos                  |
| 161                  | Luke Durbridge (AUS)          | 53è                  |
| 162                  | Lawson Craddock (USA)         | 94è                  |
| 163                  | Anders Foldager (DEN)         | DNF                  |
| 164                  | Amund Grøndahl Jansen (NOR)   | 74è                  |
| 165                  | Christopher Juul-Jensen (DEN) | 119è                 |
| 166                  | Blake Quick (AUS)             | 125è                 |
| 167                  | Campbell Stewart (NZL)        | 127è                 |

| UAE Team Emirates UAD | UAE Team Emirates UAD     | UAE Team Emirates UAD |
| --------------------- | ------------------------- | --------------------- |
| Núm                   | Ciclista                  | Pos                   |
| 171                   | Tim Wellens (BEL)         | 12è                   |
| 172                   | Filippo Baroncini (ITA)   | DNF                   |
| 173                   | Álvaro Hodeg Chagui (COL) | DNF                   |
| 174                   | António Morgado (POR)     | 25è                   |
| 175                   | Nils Politt (GER)         | 2n                    |
| 176                   | Michael Vink (NZL)        | 109è                  |
| 177                   | Rui Oliveira (POR) (ruta) | DNF                   |

| Lotto Dstny LTD | Lotto Dstny LTD          | Lotto Dstny LTD |
| --------------- | ------------------------ | --------------- |
| Núm             | Ciclista                 | Pos             |
| 181             | Arnaud De Lie (BEL)      | 10è             |
| 182             | Victor Campenaerts (BEL) | 37è             |
| 183             | Jasper De Buyst (BEL)    | 39è             |
| 184             | Cedric Beullens (BEL)    | 28è             |
| 185             | Sébastien Grignard (BEL) | DNF             |
| 186             | Brent Van Moer (BEL)     | 38è             |
| 187             | Pascal Eenkhoorn (NED)   | 46è             |

| Team Flanders-Baloise TFB | Team Flanders-Baloise TFB | Team Flanders-Baloise TFB |
| ------------------------- | ------------------------- | ------------------------- |
| Núm                       | Ciclista                  | Pos                       |
| 191                       | Alex Colman (BEL)         | DNF                       |
| 192                       | Kamiel Bonneu (BEL)       | DNF                       |
| 193                       | Lars Craps (BEL)          | 104è                      |
| 194                       | Jules Hesters (BEL)       | 100è                      |
| 195                       | Elias Maris (BEL)         | 114è                      |
| 196                       | Dylan Vandenstorme (BEL)  | 111è                      |
| 197                       | Ward Vanhoof (BEL)        | 108è                      |

| Bingoal WB BWB | Bingoal WB BWB          | Bingoal WB BWB |
| -------------- | ----------------------- | -------------- |
| Núm            | Ciclista                | Pos            |
| 201            | Nathan Vandepitte (FRA) | 79è            |
| 202            | Ceriel Desal (BEL)      | 110è           |
| 203            | Luca De Meester (BEL)   | 101è           |
| 204            | Luca Van Boven (BEL)    | 51è            |
| 205            | Kenneth Van Rooy (BEL)  | 92è            |
| 206            | Jelle Vermoote (BEL)    | 98è            |
| 207            | Louis Blouwe (BEL)      | 105è           |

| Israel-Premier Tech IPT | Israel-Premier Tech IPT | Israel-Premier Tech IPT |
| ----------------------- | ----------------------- | ----------------------- |
| Núm                     | Ciclista                | Pos                     |
| 211                     | Dylan Teuns (BEL)       | 22è                     |
| 212                     | Derek Gee (CAN)         | DNF                     |
| 213                     | Krists Neilands (LAT)   | 64è                     |
| 214                     | Riley Sheehan (USA)     | DNF                     |
| 215                     | Riley Pickrell (CAN)    | 61è                     |
| 216                     | Tom Van Asbroeck (BEL)  | 42è                     |
| 217                     | Ethan Vernon (GBR)      | 103è                    |

| Q36.5 Pro Cycling Team Q36 | Q36.5 Pro Cycling Team Q36 | Q36.5 Pro Cycling Team Q36 |
| -------------------------- | -------------------------- | -------------------------- |
| Núm                        | Ciclista                   | Pos                        |
| 221                        | Fabio Christen (SUI)       | 49è                        |
| 222                        | Kamil Małecki (POL)        | 99è                        |
| 223                        | Rory Townsend (IRL)        | DNF                        |
| 224                        | Tobias Ludvigsson (SWE)    | 68è                        |
| 225                        | Nicolò Parisini (ITA)      | 56è                        |
| 226                        | Jannik Steimle (GER)       | 107è                       |
| 227                        | Cyrus Monk (AUS)           | 106è                       |

| Tudor Pro Cycling Team TUD | Tudor Pro Cycling Team TUD  | Tudor Pro Cycling Team TUD |
| -------------------------- | --------------------------- | -------------------------- |
| Núm                        | Ciclista                    | Pos                        |
| 231                        | Matteo Trentin (ITA)        | 9è                         |
| 232                        | Jacob Eriksson (SWE) (ruta) | DNF                        |
| 233                        | Alexander Krieger (GER)     | DNF                        |
| 234                        | Petr Kelemen (CZE)          | 90è                        |
| 235                        | Arthur Kluckers (LUX)       | 78è                        |
| 236                        | Marius Mayrhofer (GER)      | DNF                        |
| 237                        | Tom Bohli (SUI)             | DNF                        |

| Uno-X Mobility UXM | Uno-X Mobility UXM          | Uno-X Mobility UXM |
| ------------------ | --------------------------- | ------------------ |
| Núm                | Ciclista                    | Pos                |
| 241                | Alexander Kristoff (NOR)    | 14è                |
| 242                | Stian Fredheim (NOR)        | 69è                |
| 243                | Markus Hoelgaard (NOR)      | 36è                |
| 244                | Jonas Abrahamsen (NOR)      | 59è                |
| 245                | Erik Nordsæter Resell (NOR) | DNF                |
| 246                | Rasmus Tiller (NOR)         | 32è                |
| 247                | Søren Wærenskjold (NOR)     | DNF                |